# Scharfenstein (Spessart)
Der Scharfenstein ist ein 376 m ü. NHN hoher Berg im Vorspessart bei Mömbris im bayerischen Landkreis Aschaffenburg in Deutschland. Er liegt zwischen den Mömbriser Ortsteilen Gunzenbach und Hohl. Über den Berg verlief bis 2011 der Degen-Weg. Im Nordwesten bei Angelsberg geht der Scharfenstein flach zur Stempelhöhe über.